# جامعة هيلدسهايم
جامعة هيلدسهايم (بالإنجليزية: University of Hildesheim)‏ هي جامعة عامة في ألمانيا، أُسِّسَت عام 1978.

## إحصائيات
يبلغ عدد طلاب الجامعة 4,500 طالب.

## وصلات خارجية
- الموقع الإلكتروني